# Klubi Sportiv Tërbuni Pukë
Il Klubi Sportiv Tërbuni Pukë, meglio noto come KS Tërbuni Pukë, è una società calcistica albanese con sede nella città di Pukë. Milita nella Kategoria e Dytë, la terza divisione del campionato albanese di calcio.
Nella stagione 2015-2016 ha militato per la prima volta nella Kategoria Superiore, la massima divisione albanese, che ha chiuso all'ultimo posto della classifica.

## Palmarès

### Competizioni nazionali
- Kategoria e Dytë: 3

1963-1964, 1965-1966, 2011-2012
- Kategoria e Tretë: 1

2003-2004

### Altri piazzamenti
- Kategoria e Dytë:

Secondo posto: 2007-2008

## Organico

### Rosa 2016-2017
Aggiornata al 1º luglio 2016.
| N. |                      | Ruolo | Calciatore                   |
| -- | -------------------- | ----- | ---------------------------- |
| 2  | Albania (bandiera)   | D     | Flavio Prendi                |
| 5  | Albania (bandiera)   | D     | Dritmir Beçi                 |
| 7  | Albania (bandiera)   | C     | Herald Marku                 |
| 8  | Albania (bandiera)   | C     | Gerald Tushe (vice-capitano) |
| 9  | Albania (bandiera)   | C     | Artan Karapiçi (capitano)    |
| 11 | Brasile (bandiera)   | A     | Wilker                       |
| 12 | Albania (bandiera)   | P     | Klajdi Kuka                  |
| 13 | Albania (bandiera)   | D     | Sadush Danaj                 |
| 14 | Argentina (bandiera) | C     | Martín Dedyn                 |
| 15 | Albania (bandiera)   | D     | Ervin Rexha                  |
| 16 | Albania (bandiera)   | D     | Liridon Mjekaj               |
| 17 | Albania (bandiera)   | A     | David Kaçaj                  |

| N. |                       | Ruolo | Calciatore        |
| -- | --------------------- | ----- | ----------------- |
| 18 | Albania (bandiera)    | A     | Taulant Marku     |
| 20 | Croazia (bandiera)    | A     | Ivan Jovanović    |
| 22 | Albania (bandiera)    | D     | Andi Selimaj      |
| 33 | Montenegro (bandiera) | D     | Adrijan Rudović   |
| 71 | Albania (bandiera)    | P     | Pellumb Merdanaj  |
| 99 | Albania (bandiera)    | C     | Abaz Karakaçi     |
|    | Albania (bandiera)    | D     | Vilson Lila       |
|    | Albania (bandiera)    | D     | Klodian Sulollari |
|    | Albania (bandiera)    | C     | Andrea Kule       |
|    | Albania (bandiera)    | C     | Ergi Borshi       |
|    | Albania (bandiera)    | A     | Endri Lala        |

## Staff tecnico
- Allenatore:  Viktor Gjoni
- Vice-Allenatore: ?
- Team Manager: ?
- Preparatore dei portieri: ?
- Preparatore atletico: ?
- Medico sociale: ?
- Direttore Sportivo: ?

### Rose delle stagioni precedenti
- 2015-2016